# Miloš Pavlović (Rennfahrer)

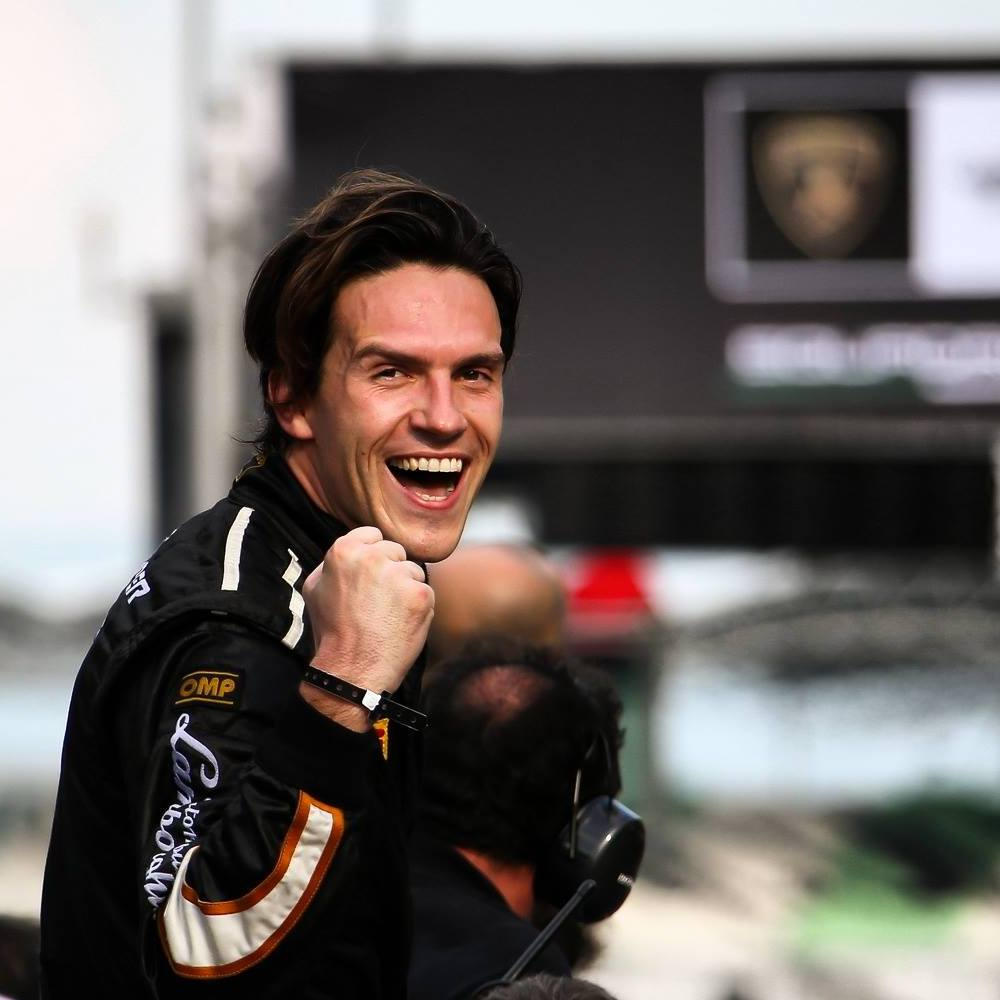
Miloš Pavlović

Miloš Pavlović (serbisch-kyrillisch Милош Павловић, * 8. Oktober 1982 in Belgrad) ist ein serbischer Automobilrennfahrer, der seit 1991 in verschiedenen Klassen des Automobilsports startet. Er wohnt in Desenzano del Garda, Italien.

## Karriere
Pavlović begann 1991 mit dem Kartsport. 1992 wurde er Sieger der jugoslawischen Kartserie in der Altersklasse der bis 14-Jährigen. Im folgenden Jahr startete er in Italien. 1994 wurde er europäischer Vizemeister in Braga (Portugal) und Dritter in der Weltmeisterschaft in Ugento (Italien). Internationale Aufmerksamkeit erregte Pavlović, als er 1996 der jüngste Sieger der Ayrton Senna Trophy in Japan wurde. Er gewann das Rennen vor Giorgio Pantano und Jenson Button.
1997 erprobte Pavlović verschiedene Formeln und absolvierte die Jim Russell Racing Drivers School in der Formel Vauxhall in England. Im darauffolgenden Jahr startete er in der Formel Vauxhall Junior Championship in Großbritannien, nahm wegen finanzieller Schwierigkeiten aber nur an 12 von 16 Rennen teil und schloss die Saison als Zehnter der Fahrerwertung ab. Auch 1999 fuhr er wieder in der Formel Vauxhall und erzielte zwei Siege und drei weitere Podiumsplätze. Dies brachte ihm den vierten Rang in der Gesamtwertung ein.
2000 gelang Pavlović der Aufstieg in die britische Formel-3-Meisterschaft. Wegen häufigen Ausfällen durch technische Probleme seines Fahrzeugs belegte am Saisonende nur den elften Platz. 2001 blieb Pavlović in dieser Serie und belegte schließlich den 17. Gesamtrang. 2002 trat er in der italienischen Formel-3-Meisterschaft an. Er gewann die Rennserie mit fünf Siegen und drei zweiten Plätzen.

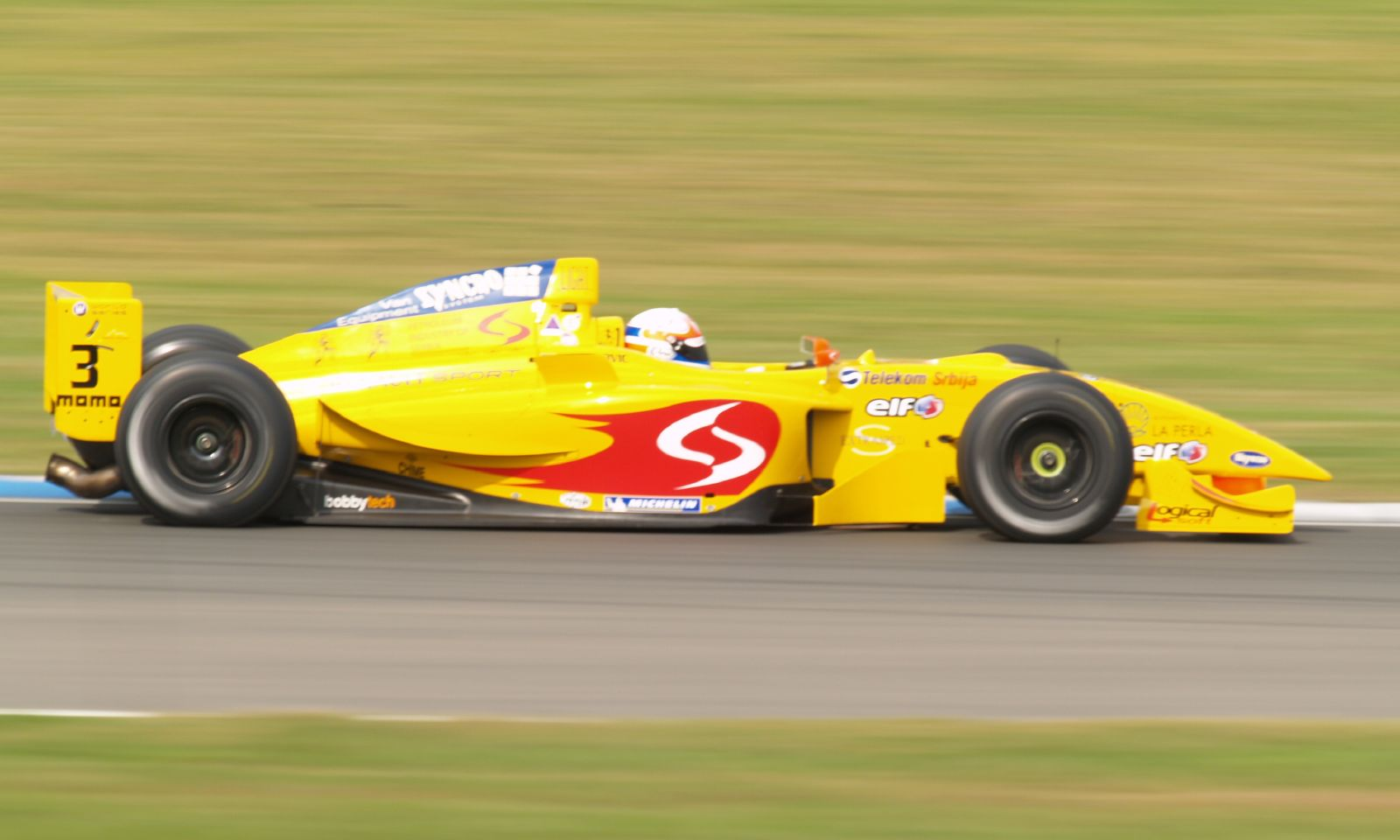
Milos Pavlovic beim Rennen der Formel Renault 3.5 2007 im Donington Park

2003 wollte Pavlović in der internationalen Formel 3000 starten, konnte diesen Wunsch aber aus finanziellen Gründen nicht verwirklichen. Er erhielt die Chance, in der von Nissan gesponserten, neu gegründeten World Series Light zu starten, in der er Dritter wurde. Im folgenden Jahr gelang es ihm, die Rennserie zu gewinnen. Von 2005 bis 2007 fuhr Pavlović in der Formel Renault 3.5. In dieser Rennserie konnte er nach einem 17. Platz 2005 und einem elften Platz 2006 in der Gesamtwertung die Saison 2007 mit dem dritten Platz abschließen. Insgesamt gewann der Serbe in dieser Serie zwei Rennen.
2008 wechselte Pavlović in die GP2-Serie zu BCN Competición. In der am Anfang des Jahres ausgetragenen GP2-Asia-Serie belegte er den 16. Platz in der Fahrerwertung. Danach ging er auch in der europäischen GP2-Serie für BCN Competición an den Start. Nach drei Rennwochenenden wurde er durch Carlos Iaconelli ersetzt. Am Saisonende belegte er den 32. Platz in der Gesamtwertung.
2009 startete Pavlović in der wiederbelebten Formel 2. Er erreichte zwei Podestplatzierungen und belegte am Saisonende den neunten Gesamtrang. Nachdem er 2010 ohne jegliche Renneinsätze geblieben war, absolvierte er 2011 die ersten beiden Rennwochenenden der FIA-GT1-Weltmeisterschaft.

## Karrierestationen
- 1991–1997: Kartsport
- 1998: Formel Vauxhall (Platz 10)
- 1999: Formel Vauxhall (Platz 4)
- 2000: Britische Formel-3-Meisterschaft (Platz 11)
- 2001: Britische Formel-3-Meisterschaft (Platz 17)
- 2002: Italienische Formel-3-Meisterschaft (Meister)
- 2003: World Series Light (Platz 3)
- 2004: World Series Light (Meister)
- 2005: Formel Renault 3.5 (Platz 17)
- 2006: Formel Renault 3.5 (Platz 11)
- 2007: Formel Renault 3.5 (Platz 3)
- 2008: GP2-Asia-Serie (Platz 16), GP2-Serie
- 2009: Formel 2 (Platz 9)
- 2011: FIA-GT1-Weltmeisterschaft